# Machine Head
Machine Head je ameriška thrash metal skupina iz Oaklanda. Ustanovljena je bila 1992 leta. Trenutni člani so pevec in kitarist Robb Flynn, basist Jared MacEachern, kitarist Phil Demmel in bobnar Dave McClain. Izdali so osem studijskih albumov.

## Zasedba
Trenutni člani
- Robb Flynn - vokal, kitara (1992–)
- Phil Demmel - kitara  (2001–)
- Jared MacEachern – bas kitara(2013–)
- Dave McClain - bobni (1995–)

Bivši člani
- Logan Mader - kitara (1992–1998)
- Ahrue Luster - kitara (1998–2001)
- Adam Duce - bas kitara (1991-2013)
- Tony Costanza - bobni (1992–1994)
- Chris Kontos - bobni (1994–1995)
- Walter Ryan - bobni (1995)

## Studijski albumi
- Burn My Eyes (1994)
- The More Things Change... (1997)
- The Burning Red (1999)
- Supercharger (2001)
- Through the Ashes of Empires (2003/04)
- The Blackening (2007)
- Unto The Locust (2011)
- Bloodstone & Diamonds (2014)
- Catharsis (2018)

## Dodatne povezave
- Uredna spletna stran